# مارييت هارتلى
مارييت هارتلى (بالإنجليزية: Mariette Hartley)‏ هي ممثلة أمريكية، ولدت في 21 يونيو 1940 في الولايات المتحدة.

## أعمال

### أفلام
- (1992) إنسينو مان

### مسلسلات
- الرجل الأخضر الخارق

## وصلات خارجية
- مارييت هارتلى على موقع IMDb (الإنجليزية)
- مارييت هارتلى على موقع ألو سيني (الفرنسية)
- مارييت هارتلى على موقع ميوزك برينز (الإنجليزية)
- مارييت هارتلى على موقع أول موفي (الإنجليزية)
- مارييت هارتلى على موقع قاعدة بيانات برودواي على الإنترنت (الإنجليزية)
- مارييت هارتلى على موقع قاعدة بيانات برودواي على الإنترنت (الإنجليزية)
- مارييت هارتلى على موقع قاعدة بيانات الأفلام السويدية (السويدية)
- مارييت هارتلى على موقع إن إن دي بي (الإنجليزية)
- مارييت هارتلى على موقع ديسكوغز (الإنجليزية)
- مارييت هارتلى على موقع قاعدة بيانات الفيلم (الإنجليزية)